# فيث دانيلز
فيث دانيلز (بالإنجليزية: Faith Daniels)‏ هي صحفية أمريكية، ولدت في 9 مارس 1957 في بيتسبرغ في الولايات المتحدة.

## وصلات خارجية
- فيث دانيلز على موقع IMDb (الإنجليزية)
- فيث دانيلز على موقع قاعدة بيانات الفيلم (الإنجليزية)